# E6an Söderut
E6an Söderut är Åtta Bier Ti Min Fars fjärde CD och släpptes 1995 på bandets eget skivbolag Raka Puckar Records. Det är första skivan utan Tommy Nilsson, istället sjunger Tommys bror Christer Nilsson och bandets före detta chaufför, Bengt Glemvik, har blivit basist i bandet.

## Låtar på albumet
| Nr  | Titel                                                                  | |
| --- | ---------------------------------------------------------------------- | --------------------------------------------------------------------------------------------------- |
| 1.  | Sofi Sofi                                                              | Drömpojkarna-cover                                                                                  |
| 2.  | E6an söderut                                                           | Jeppa Grosshög-cover                                                                                |
| 3.  | Avlöningsdan                                                           | |
| 4.  | Va e dar me de?                                                        | |
| 5.  | En solig dag                                                           | |
| 6.  | Horn o skägg (på ditt kort)                                            | |
| 7.  | Anden i flaskan                                                        | Cover på Lennart Markebos band Lilla Huset På Prärien, ett slags sidoprojekt till Hela Huset Skakar |
| 8.  | Kelen                                                                  | |
| 9.  | Jag har änte en svensk enkrona på maj nu men fem tändare i mina fickor | |
| 10. | Boxern Algot                                                           | |
| 11. | Ett skott                                                              | |
| 12. | Sånt man bara änte kan få för lite av                                  | |
| 13. | Min påg kallar en annan karr för pappa                                 | Översättning av Hank Williams "My Son calls another man daddy""                                     |